# Landgericht Gladenbach

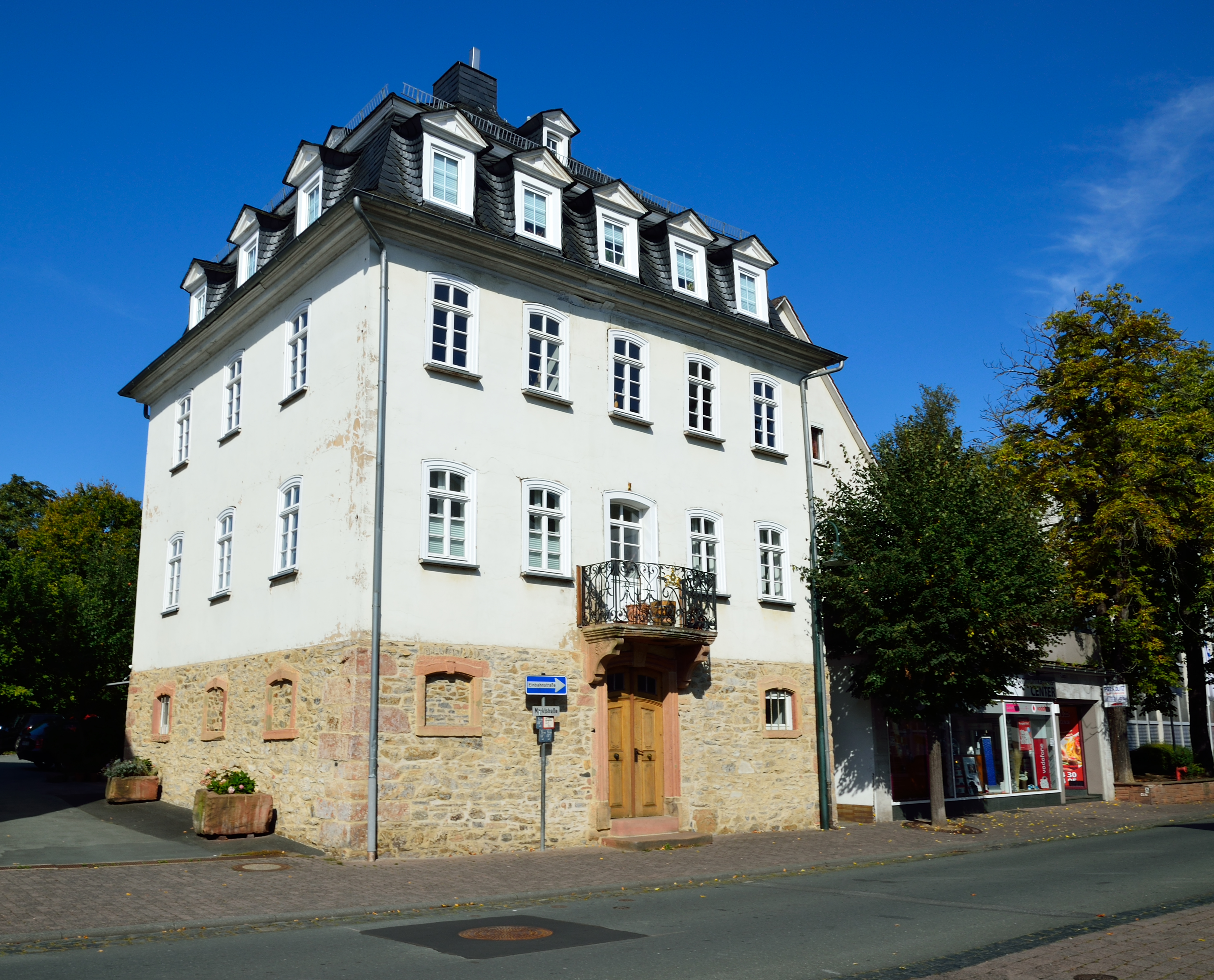
Ehemaliges Amtshaus, seit 1854 Gerichtsgebäude

Das Landgericht Gladenbach war ein erstinstanzliches Gericht der ordentlichen Gerichtsbarkeit in der Provinz Oberhessen des Großherzogtums Hessen mit Sitz in Gladenbach.

## Gründung
Ab 1821 trennte das Großherzogtum Hessen auch auf der unteren Ebene die Rechtsprechung von der Verwaltung. 
 Die bisher von den Ämtern wahrgenommenen Aufgaben wurden Landräten (zuständig für die Verwaltung) und Landgerichten (zuständig für die Rechtsprechung) übertragen. Dabei wurde der Bezirk des Landgerichts Gladenbach aus Teilen der Zuständigkeitsbereiche des Amts Blankenstein, dem überwiegenden Teil der rechts der Lahn gelegenen Gemeinden des Amts Biedenkopf, Orten aus dem Amt Königsberg und den Gerichten Roth, Lixfeld und Obereisenhausen aus dem Breidenbacher Grund gebildet. Diese Gerichte waren noch Patrimonialgerichte der Familie Breidenbach zu Breidenstein.
Übergeordnete Instanz für das Landgericht Gladenbach war das Hofgericht Gießen.

## Bezirk
1821 bestand der Gerichtsbezirk aus:
| Gemeinde                    | Herkunft          | Abgabe an LG Biedenkopf | Anmerkung                          |
| --------------------------- | ----------------- | ----------------------- | ---------------------------------- |
| Allendorf                   | Amt Biedenkopf    | 1853                    |                                    |
| Ammenhausen                 | Amt Blankenstein  |                         |                                    |
| Bellnhausen                 | Amt Blankenstein  |                         |                                    |
| Bischoffen                  | Amt Königsberg    |                         |                                    |
| Bottenhorn                  | Amt Blankenstein  |                         |                                    |
| Damshausen                  | Amt Biedenkopf    | 1853                    |                                    |
| Dautphe                     | Amt Biedenkopf    | 1853                    |                                    |
| Dernbach                    | Amt Blankenstein  |                         |                                    |
| Diedenshausen               | Amt Blankenstein  | 1853                    |                                    |
| Endbach                     | Amt Blankenstein  |                         |                                    |
| Erdhausen                   | Amt Blankenstein  |                         |                                    |
| Friebertshausen             | Amt Blankenstein  |                         |                                    |
| Friedensdorf                | Amt Biedenkopf    | 1853                    |                                    |
| Frechenhausen               | Grund Breidenbach |                         | Patrimonialgericht Lixfeld         |
| Frohnhausen                 | Amt Blankenstein  |                         |                                    |
| Gladenbach                  | Amt Blankenstein  |                         |                                    |
| Gönnern                     | Grund Breidenbach | 1853                    | Patrimonialgericht Lixfeld         |
| Günterod                    | Amt Blankenstein  |                         |                                    |
| Hartenrod                   | Amt Blankenstein  |                         |                                    |
| Herzhausen                  | Amt Biedenkopf    | 1853                    |                                    |
| Holzhausen                  | Amt Biedenkopf    |                         |                                    |
| Hommertshausen              | Amt Biedenkopf    | 1853                    |                                    |
| Hülshof                     | Amt Blankenstein  |                         |                                    |
| Kehlnbach                   | Amt Blankenstein  |                         |                                    |
| Lixfeld                     | Grund Breidenbach |                         | Patrimonialgericht Lixfeld         |
| Mornshausen an der Dautphe  | Amt Biedenkopf    | 1853                    |                                    |
| Mornshausen an der Salzböde | Amt Blankenstein  |                         |                                    |
| Niedereisenhausen           | Grund Breidenbach | 1853                    | Patrimonialgericht Obereisenhausen |
| Niederweidbach              | Amt Königsberg    |                         |                                    |
| Obereisenhausen             | Grund Breidenbach | 1853                    | Patrimonialgericht Obereisenhausen |
| Oberhörlen                  | Grund Breidenbach | 1851                    | Patrimonialgericht Lixfeld         |
| Oberweidbach                | Amt Königsberg    |                         |                                    |
| Rachelshausen               | Amt Blankenstein  |                         |                                    |
| Römershausen                | Amt Blankenstein  |                         |                                    |
| Roßbach                     | Amt Königsberg    |                         |                                    |
| Roth                        | Grund Breidenbach | 1851                    | Patrimonialgericht Roth            |
| Rüchenbach                  | Amt Blankenstein  |                         |                                    |
| Runzhausen                  | Amt Blankenstein  |                         |                                    |
| Schlierbach                 | Amt Blankenstein  |                         |                                    |
| Silberg                     | Amt Biedenkopf    | 1853                    |                                    |
| Simmersbach                 | Grund Breidenbach | 1851                    | Patrimonialgericht Lixfeld         |
| Sinkershausen               | Amt Blankenstein  |                         |                                    |
| Steinperf                   | Grund Breidenbach | 1853                    | Patrimonialgericht Obereisenhausen |
| Weidenhausen                | Amt Blankenstein  |                         |                                    |
| Wilsbach                    | Amt Königsberg    |                         |                                    |
| Wommelshausen               | Amt Blankenstein  |                         |                                    |

## Weitere Entwicklung
Mit Wirkung vom 1. Juli 1851 wurden die Orte Roth, Simmersbach und Oberhörlen vom Landgerichtsbezirk Gladenbach getrennt und dem Landgericht Biedenkopf zugeteilt.
Infolge der Neuordnung der Gerichtsbezirke in der Provinz Oberhessen 1853 kamen eine Reihe weiterer Gemeinden aus dem Gerichtsbezirk Gladenbach zum 15. Oktober 1853 an den des Gerichtes Biedenkopf (siehe Übersicht).

## Ende
Nach dem verlorenen Krieg von 1866 musste das Großherzogtum mit dem Friedensvertrag vom 3. September 1866 Gebietsteile an Preußen abtreten. Dazu gehörte auch das Hessische Hinterland (der „Kreis Biedenkopf“) mit dem Bezirk des Landgerichts Gladenbach.
Im Juni 1867 passte Preußen in den erbeuteten Gebieten die Gerichtsorganisation an die eigene Struktur an: Die bisherigen Landgerichte wurden aufgehoben und durch Amtsgerichte ersetzt. Nachfolger des Landgerichts Biedenkopf wurde das Amtsgericht Gladenbach.

## Gerichtsgebäude
Sitz des Landgerichtes war das großherzogliche Amtshaus (Marktstraße 9). Das dreistöckige Fachwerkhaus wurde 1757 erbaut und zuvor vom Amt Blankenstein genutzt. 1854 ging das Haus in die Nutzung der Justizverwaltung über. Es ist ein Kulturdenkmal aufgrund des Hessischen Denkmalschutzgesetzes.

## Richter
Folgende Richter wirkten am Gericht:
- 1821–1836: Landrichter Georg Christian Friedrich Staudingen
- 1836–1854: Landrichter Ernst Philipp Fröhling
- 1854–1867: Landrichter Johannes Sehrt